# Port lotniczy Ngoma
Port lotniczy Ngoma (IATA: ZGM, ICAO: FLNA) – międzynarodowy port lotniczy położony w Ngoma, w Zambii.